# عقدة ركبية
العقدة الرُكبية أو عقدة عصبية ركبية هي مجموعة من الخلايا العصبية الحسية شبه الكاذبة للعصب الوجهي تقع في النفق الوجهي (بالرأس)، وتستقبل هذه العقدة ألياف حركية وحسية وتلقائية (لاودية) من عصب الوجه، كما ترسل ألياف عصبية تغذي الغدد الدمعية والغدد تحت الفك السفلي والغدد تحت اللسان واللسان والحنك والبلعوم وقناة الأذن والعضلة الركابية والجزء الخلفي للعضلة ذات البطنين بجانب عضلات تعابير الوجه.
تحتوي العقدة الركبية على أجسام خلايا عصبية حسية خاصة للتذوق، والتي تغذي أليافها اللسان (عبر عصب الحبل الطبلي) وسقف الحنك (عبر العصب الصخري الأكبر). وترد الإشارات الحسية والتلقائية إلى العقدة الركبية عبر العصب المتوسط.
والعقدة الركبية هي إحدى العقد العصبية الموجودة في الرأس والرقبة، ويوجد منها واحدة على كل جانب، شأنها شأن باقي العقد.

## روابط خارجية
- درسٌ تشريحي حول cranialnerves مُعدٌ بواسطة ويسلي نورمان (جامعة جورجتاون). (VII)
- درسٌ تشريحي حول lesson3 مُعدٌ بواسطة ويسلي نورمان (جامعة جورجتاون). (midearcavity)